# كويكب نوع-P

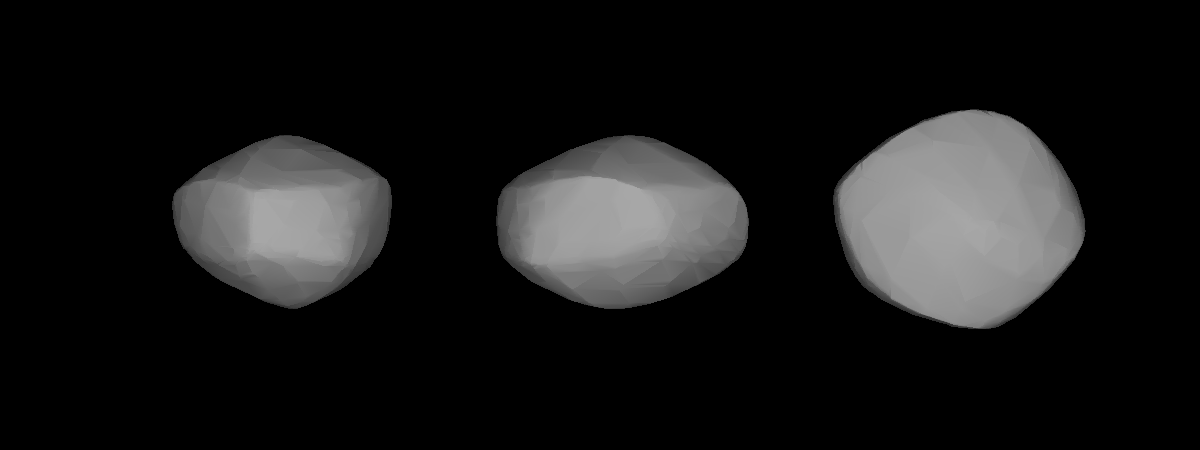

كويكب من النوع باي أو (P-type) هو كويكب يتواجد في الجزء الخارجي من حزام الكويكبات وما خلفه , له بياض منخفض وطيف كهرومغناطيسي منعكس ساكن ومحمر , يعتقد أنه يحتوي على تركيبة من السيليكات الغنية بالعضويات , كربون , سيليكات لا مائية , وكذلك احتمالية وجود ثلج مائي في بواطنها.

## الخصائص
يختص هذا النوع النوع بأنه من أدكن الأجرام داخل النظام الشمسي عبر بياضه المنخفض (pv<0.1) , ويبدو بأنه غني بالعضويات بشكل مشابه لتلك الكويكبات الكوندريتية الغنية بالكربون , لونها يبدو بشكلٍ ما أكثر حمارةً من النوع أس , وهي لا تبدي أية خصائص طيفية , اللون الأحمر قد يكون بسبب عضويات قريبة من الكيروجين.
الطيف الانعكاسي لهذا النوع يمكن إعادة تشكيله عبر خليط من 31% سي أل (CL) و 49% من مجموعة المذنبات سي أم الكوندريتية الغنية بالكربون (CM) و 20% من مذنبات بحيرة تاجيش , وذلك بعد عملية تحويل حرارية وتجوية فضائية.
الجزء الخارجي لحزام الكويكبات خلف 2,6 وحدة فلكية من الشمس يطغى عليه كويكبات ذات بياض منخفض مثل النوع سي والنوع دي والنوع باي , هذه كويكبات قديمة قد تكون اكتسبت معادنها عن طريق تغيير كيميائي عبر الماء السائل.
توزيع النوع باي يمتد حتى أربع وحدات فلكية , ومثال للكويكبات التي تصنف من هذا النوع: هيستا 46 , سيبل 65 , فريا 76 , سلفا 87 , هلدا 153 , هيدوج 476.